# Воден (област Пловдив)
Вижте пояснителната страница за други значения на Воден.
Воден е село в Южна България. То се намира в община Първомай, област Пловдив.

## География
Село Воден се намира в началото на Родопите, на 19 км югоизточно от Първомай.

## История
При избухването на Балканската война в 1912 година 4 души от Воден са доброволци в Македоно-одринското опълчение.

## Редовни събития
Събор на селото на Св. Панталеймон